# Arise (Band)
Arise ist eine schwedische Death- und Thrash-Metal-Band aus Alingsås, die im Jahr 1996 gegründet wurde.

## Geschichte
Die Band wurde im Jahr 1996 von dem Schlagzeuger Daniel Bugno und dem Bassisten Patrik Skoglöw gegründet und war anfangs noch eine Coverband. Benannt wurde die Band nach dem gleichnamigen Sepultura-Album. Kurze Zeit später kamen die Gitarristen Erik Ljungkvist und L-G Jonasson und der Sänger Björn Andvik hinzu. Für ein Jahr lang schrieb die Band an ihren ersten Liedern, ehe Andvik die Band wieder verließ, woraufhin Ljungjvist nun auch zusätzlich den Gesang übernahm. In den Jahren 1998 und 1999 nahm die Band ihre ersten beiden Demos auf. Im April 2000 begab sich die Gruppe in die Los Angered Studios mit dem Produzenten Andy LaRocque (Death, King Diamond), um ihr erstes professionelles Demo unter dem Namen Abducted Intelligence aufzunehmen. Später im Jahr erreichte die Band dadurch einen Plattenvertrag bei Spinefarm Records für die Veröffentlichung von drei Alben. Im selben Jahr steuerte die Band noch das Lied Communication Breakdown zum Led-Zeppelin-Tribute-Album von Dwell Records bei, das Death-Metal-Coverversionen enthielt.
Das Debütalbum The Godly Work of Art wurde im Mai 2001 im Studio Mega unter der Leitung von Christian „Bullen“ Silver (Cemetary) aufgenommen, während das Cover von Niklas Sundin von Dark Tranquillity gestaltet wurde. Der Tonträger erschien im September/Oktober desselben Jahres. Im September spielte die Band auf dem Spine Fest, das von Spinefarm Records veranstaltet wurde. Spinefarm Records verhandelte zudem mit Nuclear Blast für eine Veröffentlichung in Europa und Toy’s Factory in Japan, was jedoch im Sande verlief. Das Album sollte dennoch in Japan erscheinen, wobei diese Version das Lied Motorbreath als Bonus enthielt, eine Coverversion des Metallica-Liedes. Im September 2002 begab sich die Gruppe erneut in das Studio Mega, um das zweite Album Kings of the Cloned Generation aufzunehmen, wobei das Cover wieder von Sundin gestaltet wurde. Der Tonträger erschien während einer Europatournee zusammen mit Vader, Deranged und Arkhon Infaustus im April und Mai 2003. Zurück in Schweden kam die Gruppe mit der Booking-Agentur Skrikhult in Kontakt. Die Band trat auf deren Festival Gates of Metal auf, an dem auch Morbid Angel, Meshuggah, Sentenced, Finntroll und Within Temptation teilnahmen. Zudem begab sie sich nach Helsinki, um erneut auf dem Spine Fest aufzutreten, das im Club Nosturi abgehalten wurde. Im September 2004 wurde innerhalb von drei Wochen das nächste Album The Beautiful New World im Studio Mega aufgenommen. Das Cover wurde dieses Mal nicht von Sundin gestaltet, da dieser zu sehr in Dark Tranquillity involviert war. Der Veröffentlichung folgten mehrere Konzerte, unter anderem drei Auftritte als Vorband für Morbid Angel in Schweden. Arise fühlte sich jedoch nicht mehr genügend durch Spinefarm Records unterstützt, weshalb sie sich von dem Label trennte. Am 15. Dezember 2005 trennte sich die Gruppe zudem von dem Bassisten Skoglöw und dem Gitarristen und Sänger Ljungkvist. Am 18. Dezember hielt die Band ihre erste Probe in neuer Besetzung ab, an der Patrik „Patzy“ Johansson als neuer Sänger, Mattias „Sternberg“ Svanborg als neuer Gitarrist und Kaj „Kai“ Leissner als neuer Bassist beteiligt waren. Am 13. Februar 2006 spielte die Band in Falkenberg ihren ersten Auftritt in neuer Besetzung. 2010 erschien über Regain Records das Album The Reckoning, das Gastbeiträge von Mikael Stanne (Dark Tranquillity), Jake Fredén (Nostradameus) und Jonas Kjellgren (Carnal Forge, Scar Symmetry) enthält.

## Stil
Laut Bandbiografie auf ariseonline.com wurde die Band anfangs durch Gruppen wie Sepultura, Machine Head und Pantera beeinflusst. Später seien als Einflüsse noch Bands wie Dark Tranquillity, Hypocrisy, Carcass, At the Gates und In Flames hinzugekommen. Laut Janne Stark in The Heaviest Encyclopedia of Swedish Hard Rock and Heavy Metal Ever! hat sich die Band von einer Band, die hauptsächlich Sepultura-Lieder coverte, in eine Death- und Thrash-Metal-Band entwickelt, die oft mit At the Gates verglichen wird. Laut Petra Schurer vom Metal Hammer spielt die Band auf The Godly Work of Art klassischen Death Metal, mit Melodien, die für Göteborg-Bands typisch seien. Schurer fühlte sich an Bands wie Carcass und At the Gates erinnert. Zudem gebe es gelegentlich Doom-Metal-Passagen und Lieder wie A Godly Work of Art würden Black-Metal-Einflüsse aufweisen. Das Lied Abducted Intelligence weise eine Mischung aus US-amerikanischem und skandinavischem Death Metal auf. Laut Gunnar Sauermann klingt die Band nicht wie typische, schwedische Bands aus Göteborg. Schlagzeuger Daniel Bugno gab als Haupteinfluss At the Gates an, jedoch versuche man sich nicht so stark auf die Melodie zu fixieren wie Dark Tranquillity oder In Flames. Zudem würden die Mitglieder auch harte, US-amerikanische Death-Metal-Bands mögen wie Cannibal Corpse oder Morbid Angel, was man den Liedern jedoch kaum anhören könne. Textlich werde die Band stark durch die Alien-Filme oder die Kunst von HR Giger beeinflusst. Jan Fleckhaus vom Metal Hammer hörte in seiner Rezension zu The Beautiful New World Death-Metal-Riffs heraus, die auch von den Björler-Brüdern (At the Gates, The Haunted) hätten stammen können, während die Lieder klassische Thrash-Metal-Einflüsse aufweisen würden. Der Gesang erinnere stark an den von Tomas Lindberg. Laut Matthias Weckmann vom Metal Hammer gibt es auf The Reckoning „kurze[n] Thrasher ('Adrenaline Rush') […] epischere Strukturen ('End Of Days') […] ein[em] Instrumental ('Pitch Black') und zahlreiche[n] Melodiefragmente[n], die an At The Gates und Carcass erinnern“. Weckmann beschrieb in seiner Rezension zum Album den Stil als Thrash Metal mit starken Death-Metal-Einflüssen und führte erneut einen Vergleich mit At the Gates und Carcass an.

## Diskografie
- 1998: Arise (Demo, Eigenveröffentlichung)
- 1999: Statues (Demo, Eigenveröffentlichung)
- 1999: Resurrection (Demo, Eigenveröffentlichung)
- 2000: Hell's Retribution (Demo, Eigenveröffentlichung)
- 2000: Abducted Intelligence (Demo, Eigenveröffentlichung)
- 2001: The Godly Work of Art (Album, Spinefarm Records)
- 2003: Kings of a Cloned Generation (Album, Spinefarm Records)
- 2005: The Beautiful New World (Album, Spinefarm Records)
- 2010: The Reckoning (Album, Regain Records)